# 针叶石斛
针叶石斛（学名：[Dendrobium pseudotenellum] 错误：{{Lang}}：文本有斜体标记（帮助））为兰科石斛属下的一个种。

## 扩展阅读
- 維基物種上的相關：针叶石斛